# Traitement analogique du signal
 (avril 2020).
Le traitement analogique du signal est un type de traitement du signal effectué sur des signaux analogiques continus par un processus analogique, par opposition au traitement numérique du signal  discret où le traitement du signal est effectué par un processus numérique. Le terme analogique indique qu'on représente mathématiquement le signal comme une série de valeurs continues, contrairement au terme numérique, qui indique plutôt qu'on représente le signal par une série de valeurs discrètes. Les valeurs analogiques correspondent généralement à une tension, un courant électrique ou une charge électrique autour des composantes des appareils électroniques. Une erreur ou un bruit affectant ces quantités entraînera une erreur correspondante dans les signaux représentés par ces quantités. 
Parmi les exemples de traitement analogique du signal, on trouve les filtres répartiteurs dans les haut-parleurs, les commandes de volume, de graves et d'aigus sur les chaînes stéréo et les commandes de couleur sur les téléviseurs. Parmi les éléments de traitement analogique courants, on trouve les condensateurs, les résistances et les inductances (jouant le rôle d'éléments passifs) et les transistors ou amplificateurs opérationnels (jouant le rôle d'éléments actifs). 

## Outils utilisés dans le traitement analogique du signal
Le comportement d'un système peut être modélisé mathématiquement. On le représente dans le domaine temporel comme h(t) et dans le domaine fréquentiel comme H(s), où s est un nombre complexe tel que s = a + ib, ou encore s = a + jb en génie électrique (les ingénieurs électriciens utilisent j au lieu du i, car la variable i est déjà utilisée pour représenter le courant). Les signaux d'entrée sont généralement appelés x(t) ou X(s) tandis que les signaux de sortie sont généralement appelés y(t) ou Y(s). 

### Convolution
La convolution est le principe fondateur du traitement du signal. Il stipule qu'un signal d'entrée x peut être combiné avec la fonction du système h pour trouver le signal de sortie y. Elle correspond à l'intégrale du produit de deux formes d'onde après que l'une se soit fait inverser et décaler. Le symbole de la convolution est l'astérisque (*). 
{\displaystyle y(t)=(x*h)(t)=\int _{a}^{b}x(\tau )h(t-\tau )\,d\tau }
Cette équation correspond à l'intégrale de convolution. Elle est utilisée pour trouver la convolution d'un signal et d'un système. En général, a = -∞ et b = + ∞. 
Soient deux formes d'onde f et g. En calculant leur convolution, on évalue à quel point une fonction inversée g doit être décalée le long de l'axe des x pour devenir identique à la fonction f. Essentiellement, la fonction de convolution inverse et glisse la fonction g le long de l'axe, et calcule l'intégrale de son produit avec f pour chaque quantité possible de glissement \tau. Lorsque les fonctions correspondent, la valeur de f*g est maximisée, car lorsque les zones positives (pics) ou négatives (creux) sont multipliées, elles contribuent à l'intégrale. 

### Transformée de Fourier
La transformée de Fourier est une fonction qui transforme un signal ou un système du domaine temporel dans le domaine fréquentiel. Cependant, elle ne fonctionne que pour certaines fonctions. Un système ou un signal peut être transformé par la transformée de Fourier à condition de respecter la contrainte suivante: 
{\displaystyle \int _{-\infty }^{\infty }|x(t)|\,dt<\infty }
L'intégrale de la transformée de Fourier se lit: 
{\displaystyle X(j\omega )=\int _{-\infty }^{\infty }x(t)e^{-j\omega t}\,dt}
Habituellement, l'intégrale de transformée de Fourier n'est pas utilisée telle quelle pour déterminer la transformée. Pour plusieurs signaux ou systèmes courants, une transformée de Fourier particulière plus simple existe déjà. On va généralement utiliser une table de telles transformées courantes pour trouver la transformée de Fourier. Cette table montre aussi la transformée de Fourier inverse correspondante qui permet de revenir au domaine temporel à partir du domaine fréquentiel.  La transformée de Fourier inverse se lit: 
{\displaystyle x(t)={\frac {1}{2\pi }}\int _{-\infty }^{\infty }X(j\omega )e^{j\omega t}\,d\omega }
Chaque signal ou système qui peut être transformé possède une transformée de Fourier unique. Chaque signal temporel possède un seul signal fréquentiel, et vice versa. 

### Transformée de Laplace
La transformée de Laplace est une transformée de Fourier généralisée. Elle permet une transformation de n'importe quel système ou signal, car elle agit dans le plan complexe plutôt que la ligne jω comme le fait la transformée de Fourier. La différence principale est que la transformée de Laplace possède une région de convergence dans laquelle la transformée est valide. Par conséquent, un signal en fréquence peut avoir plus d'un signal dans le temps. Le bon signal temporel de la transformée est déterminé par la région de convergence. Si la région de convergence comprend l'axe jω, on peut substituer jω pour s dans la transformée de Laplace et on obtient la transformée de Fourier. La transformée de Laplace se définit comme: 
{\displaystyle X(s)=\int _{0^{-}}^{\infty }x(t)e^{-st}\,dt}
La transformée de Laplace inverse, pour sa part, se lit: 
{\displaystyle x(t)={\frac {1}{2\pi }}\int _{-\infty }^{\infty }X(s)e^{st}\,ds}
si toutes les singularités de X(s) sont dans la moitié gauche du plan complexe.

### Diagrammes de Bode
Les diagrammes de Bode sont des graphiques d'amplitude et de phase en fonction de la fréquence d'un système. L'axe de l'amplitude est en décibels (dB) tandis que l'axe des phases est en degrés ou en radians. Les axes de fréquence sont pour leur part en échelle logarithmique. Ces diagrammes sont utiles pour les entrées sinusoïdales, où la sortie est l'entrée multipliée par la valeur du diagramme d'amplitude à cette fréquence et décalée de la valeur du diagramme de phase à cette fréquence. 

## Domaines

### Domaine temporel
C'est le domaine le plus connu. Un tracé dans le domaine temporel montre l'amplitude du signal par rapport au temps. 

### Domaine fréquentiel
Un tracé dans le domaine fréquentiel montre soit le déphasage, soit l'amplitude d'un signal à chaque fréquence pour laquelle il est défini. On peut trouver ces fréquences en prenant la transformée de Fourier d'un signal temporel. Elles sont tracées similairement à un diagramme de Bode. 

## Signaux
Bien que l'on puisse utiliser n'importe quel signal dans le traitement analogique du signal, certains types de signaux reviennent très souvent. 

### Sinusoïdes
Les sinusoïdes sont la base du traitement analogique du signal. On peut représenter tous les signaux dans le monde réel comme une somme infinie de fonctions sinusoïdales à l'aide d'une série de Fourier. Une fonction sinusoïdale peut être représentée en termes d'exponentielle par l'application de la formule d' Euler. 

### Impulsion
On définit une impulsion (fonction delta de Dirac) comme un signal d'amplitude infinie et de largeur infinitésimale avec une aire sous la courbe de un, centré sur zéro. Une impulsion peut être représentée comme une somme infinie de sinusoïdes incluant toutes les fréquences possibles. En réalité, il est impossible de générer un tel signal, mais on peut s'en approcher suffisamment avec une impulsion étroite de grande amplitude, pour produire la réponse impulsionnelle théorique dans un réseau avec un haut degré de précision. Le symbole d'une impulsion est δ(t). Si on utilise une impulsion comme entrée d'un système, la sortie est connue sous le nom de réponse impulsionnelle. La réponse impulsionnelle définit le système car toutes les fréquences possibles sont représentées dans l'entrée. 

### Échelon
Une fonction échelon unitaire, également appelée fonction de Heaviside, est un signal d'amplitude zéro avant le temps zéro et d'amplitude un après le temps zéro. Le symbole d'une fonction échelon unitaire est u(t). Si une fonction échelon est utilisée comme entrée d'un système, la sortie est appelée la réponse d'échelon. La réponse d'échelon montre comment un système réagit à une entrée soudaine, semblable à l'activation d'un commutateur. La période avant la stabilisation de la sortie est appelée la phase transitoire du signal. La réponse d'échelon peut être multipliée par d'autres signaux dans le but de montrer comment le système réagit lorsqu'on active soudainement une entrée. 
La fonction échelon unitaire est liée à la fonction delta de Dirac par: 
{\displaystyle \mathrm {u} (t)=\int _{-\infty }^{t}\delta (s)ds}

## Systèmes

### Linéaire et invariant dans le temps
Si l'on a deux entrées et deux sorties correspondantes, la linéarité signifie que si l'on prend une combinaison linéaire de ces deux entrées, on obtiendra une combinaison linéaire des sorties. Parmi les exemples de systèmes linéaires, on trouve le filtre passe-bas ou passe-haut de premier ordre. Les systèmes linéaires sont constitués de dispositifs analogiques présentant des propriétés linéaires. Ces dispositifs ne sont pas tenus d'être entièrement linéaires, mais doivent avoir une région de fonctionnement linéaire. Un amplificateur opérationnel est un dispositif non linéaire, mais il possède une région de fonctionnement linéaire, donc on peut le modéliser comme linéaire dans cette région de fonctionnement. L'invariance temporelle signifie que peu importe le moment où l'on démarre un système, on obtiendra la même sortie.  Aucun système réel n'est linéaire et invariant dans le temps, mais beaucoup de systèmes peuvent être modélisés ainsi pour simplifier comment déterminer leur sortie. Tous les systèmes dépendent dans une certaine mesure de la température, du niveau du signal ou d'autres facteurs qui les rendent non linéaires ou variables dans le temps, mais la plupart sont suffisamment stables pour qu'on puisse les modéliser de façon linéaire et invariante dans le temps. La linéarité et l'invariance temporelle sont importantes, car ce sont les seuls types de systèmes faciles à résoudre en utilisant des méthodes conventionnelles de traitement analogique du signal. Une fois qu'un système devient non linéaire ou variable dans le temps, il devient un problème d'équations différentielles non linéaires, et la plupart d'entre elles ne peuvent être résolues. (Haykin et Van Veen 2003) 